# Giriwinangun
Giriwinangun is een bestuurslaag in het regentschap Tebo van de provincie Jambi, Indonesië. Giriwinangun telt 4705 inwoners (volkstelling 2010).